# 石田晴美
石田 晴美（いしだ はるみ、1962年 - ）は、日本の会計学者・公認会計士。専門は、公会計・行政評価・財務会計。学位は経営学博士（横浜国立大学、2005年）。文教大学経営学部教授。公益社団法人非営利法人研究学会理事、東京都都政改革アドバイザリー会議（政策評価分科会）会長、国立国会図書館契約等監視委員会委員。

## 経歴
- 1988年（昭和63年） - 青山監査法人プライスウォーターハウス（現PwCあらた有限責任監査法人）勤務
- 1992年（平成4年） - 公認会計士試験（第3次）に合格
- 2005年（平成17年） - 横浜国立大学大学院国際社会科学研究科博士課程修了（経営学博士）
  - 論文の題は「わが国の地方公会計制度に関する研究(A study on the accounting system of local government in Japan)」[1]。
- 2005年（平成17年）4月 - 文教大学情報学部経営情報学科専任講師
  - 慶應義塾大学湘南藤沢キャンパス非常勤講師（経営分析）
- 2014年（平成26年）4月 - 文教大学経営学部経営学科准教授
- 2017年（平成29年）4月 - 文教大学経営学部経営学科教授
  - 有識者として、総務省、東京都、神奈川県、国立国会図書館などの行政評価委員としても活躍

## 委員歴
- 2007年：総務省地方独立行政法人会計基準等研究会・公営企業型地方独立行政法人部会メンバー
- 2009年：神奈川県地方独立行政法人評価委員会委員
- 2013年8月1日〜現在：総務省政策評価・独立行政法人評価委員会委員
- 2014年1月10日〜現在：内閣府民間資金等活用事業推進委員会専門委員
- 2014年2月4日〜現在：国土交通省 不動産鑑定士試験論文式試験試験委員
- 2014年4月1日〜現在：内閣府官民競争入札等監理委員会専門委員
- 2020年（令和2年） - 東京都都政改革アドバイザリー会議 政策評価分科会構成委員[2]

### その他委員歴
- 国立国会図書館契約等監視委員会委員（2017/04/01-現在）[3]
- 神奈川県国民健康保険運営競技会委員（2017/04/01-現在）
- 地方独立行政法人神奈川県立病院機構契約監視委員会委員（2019/08/09-現在）

## 所属学会
- 日本公認会計士協会
- 日本地方自治研究学会
- 日本会計研究学会
- 国際公会計学会

## 受賞歴
- 国際公会計学会 国際公会計学会2015年度学会賞（論文部門） 「独立行政法人における損益外減価償却の検討」  [4]

## 著書・論文

### 主な著書
- 『地方自治体会計改革論--わが国と諸外国及び国際公会計基準との比較』（第35回日本公認会計士協会学術賞受賞）（森山書店、2006年7月）
- 公会計・監査用語辞典（共著）（ぎょうせい、2002年11月）
- 公会計講義（共著）（税務経理協会、2010年5月1日）ISBN 9784419053604
- 簿記トレーニング（創成社、2010年5月20日）ISBN 9784794413987
- 地方自治の深化（清文社、2014年9月25日） ISBN 978-4-433408541
- 新簿記教科書（共著）（創成社、2016年）ISBN 978-4-7944-1506-6

### 主な論文
- 中央政府の政策評価制度に関する一考察(英国政府の政策評価制度を中心に)
- わが国地方公共団体への発生主義会計導入の意義